# Fallon (França)
Fallon é uma comuna francesa na região administrativa de Borgonha-Franco-Condado, no departamento de Alto Sona. Estende-se por uma área de 5,64 km². Em 2010 a comuna tinha 314 habitantes (densidade: 55,7 hab./km²).